# 大森吉五郎

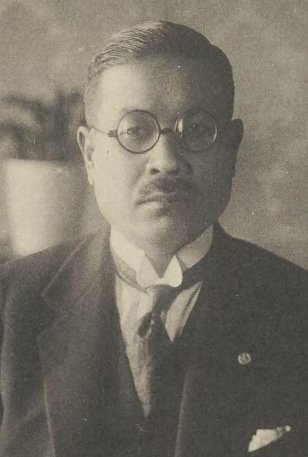
大森吉五郎

大森 吉五郎（おおもり きちごろう、1883年（明治16年）4月11日 - 1946年（昭和21年））は、日本の内務・警察官僚、政治家。民政党系官選県知事、京都市長。

## 経歴
岡山県上道郡中井村（現：岡山市中区中井）出身。大森久五郎の長男として生まれる。岡山中学校、第三高等学校 を卒業。1908年、京都帝国大学法科大学政治学科を卒業。内務省に入省し京都府属となる。1910年11月、文官高等試験行政科試験に合格した。
1910年、京都府南桑田郡長に就任。以後、京都市助役、熊本県理事官、愛媛県警察部長、神奈川県警察部長、神奈川県港務部長、熊本県内務部長、長崎県内務部長、北海道庁土木部長など歴任。
1925年10月、山口県知事に就任。農村の救済のため各種の副業を奨励し「副業知事」と呼ばれた。その他、電気事業の統一、機構改革、穀物検査事業の県営移管などを推進。1929年7月、熊本県知事に転任。濱口内閣の方針に従い、新規事業を一切計上しない緊縮予算を編成した。そのため、政友会が多数を占める県会で厳しい対立が続いた。1930年7月22日に知事を依願免本官となり退官した。
1931年、南満州鉄道理事となる。1932年、京都市長に就任。行政改革、下水道事業の促進、災害復旧などを推進。1935年、市長赴任旅費支払いの問題などから市会で不信任決議が出されて、市長を辞任した。